# Boogie-Woogie String Along for Real
Boogie-Woogie String Along for Real is het laatste album van de Amerikaanse jazzmusicus Rahsaan Roland Kirk. Alle muziek werd in 1977 opgenomen in de Regent Sound Studios in New York. Kirk was in 1975 gedeeltelijk verlamd geraakt door een beroerte en kreeg vóór de opnamen een tweede beroerte. Hij bespeelde zijn instrumenten toen met één hand. Het album werd kort na zijn overlijden door Warner Bros. Records uitgebracht.

## Nummers
| Nr. | Titel                               | Schrijver(s)                                  | Duur |
| --- | ----------------------------------- | --------------------------------------------- | ---- |
| 1.  | Boogie-Woogie String Along for Real | Kirk                                          | 8:55 |
| 2.  | I Loves You, Porgy                  | George Gershwin, Ira Gershwin, DuBose Heyward | 1:50 |
| 3.  | Make Me a Pallet on the Floor       | traditional                                   | 7:20 |
| 4.  | Hey Babehips                        | Kirk                                          | 5:09 |

| Nr. | Titel               | Schrijver(s)                | Duur |
| --- | ------------------- | --------------------------- | ---- |
| 1.  | In a Mellow Tone    | Duke Ellington, Milt Gabler | 6:16 |
| 2.  | Summertime          | Gershwin, Gershwin, Heyward | 1:40 |
| 3.  | Dorthaan's Walk     | Kirk                        | 7:12 |
| 4.  | The Watergate Blues | Percy Heath                 | 6:35 |

## Musici
- Rahsaan Roland Kirk - klarinet (A3), fluit (B4), mondharmonica (B2, B4), elektrische kalimba (A4), tenorsaxofoon
- Arvell Shaw - contrabas (A2, A3, B1, B1)
- Philip Bowler - contrabas (A1, A4, B3, B4)
- Charles Fambrough, Eugene Moye, Jonathan Abramowitz - cello (A1)
- Percy Heath - cello (A4, B4)
- Gifford McDonald - drums (A2, A4, B1, B2)
- Sonny Brown - drums (A1, A4, B3, B4)
- William S. Fischer - elektrische piano (A1)

- Kenneth Harris - fluit (A1)
- Jimmy Buffington - Franse hoorn (A1)
- Tiny Grimes - gitaar (A2, A3, B1, B2)
- Hilton Ruiz - toetsen (A4, B3, B4)
- Sammy Price - piano (A1, A2, A3, B1, B2)
- Steve Turre - trombone (A1, A4, B3, B4)
- Eddie Preston - trompet (A1)
- Julien Barber, Linda Lawrence, Selwart Clarke - altviool (A1)
- Doreen Callender, Harold Kohon, Kathryn Kienke, Regis Iandioro, Sanford Allen, Tony Posk, Yoko Matsuo - viool (A1)